# Enys Men
Enys Men (ausgesprochen „Enys Mane“, Kornisch für „Steininsel“) ist ein Horrorfilm von Mark Jenkin, der im Mai 2022 bei den Internationalen Filmfestspielen in Cannes seine Premiere feierte und im Januar 2023 in die Kinos in Irland und im Vereinigten Königreich kam.

## Handlung
Eine Frau lebt im Jahr 1973 freiwillig auf einer abgelegenen Insel vor der Küste Cornwalls, wo sie für den Wildlife Trust tätig ist. Sie bewohnt eine einfache, moosbewachsene Steinhütte. Zu ihren täglichen Arbeiten gehört es, den Zustand einiger leuchtend roter Wildblumen zu untersuchen, die auf einer ansonsten kargen Klippe wachsen, die Bodentemperatur zu messen und ihre Untersuchungsergebnisse in einem Buch mit den immer gleichen Worten „No Change“ festzuhalten. Es ist ein Ritual für sie geworden, nach getaner Arbeit einen einzelnen weißen Stein in einen Schacht eines stillgelegten Bergwerks fallen zu lassen und dem leisen Platschen zu lauschen. 
In ihrer Steinhütte vertreibt sie sich die nächtliche Einsamkeit mit ihrem Transistorradio und dem Lesen eine Ausgabe des Umwelttraktats A Blueprint for Survival von Teddy Goldsmith.

## Produktion

### Stab und Besetzung
Regie führte Mark Jenkin, der auch das Drehbuch schrieb und die Filmmusik beisteuerte. Es handelt sich nach The Rabbit, The Midnight Drives und Bait um seinen vierten Langfilm als Regisseur. Enys Men wird von den Machern als ein „ökosophischer“ Horrorfilm beschrieben.
Mary Woodvine spielt in der Hauptrolle die freiwillig auf der Insel arbeitenden Frau. Sie hatte bereits in Jenkins letztem Film Bait gespielt. Die jüngere Frau in ihrer Phantasie wird von Flo Crowe gespielt. In weiteren Rollen sind Edward Rowe als der Bootsmann, der sie mit Benzin beliefert und John Woodvine, Mary Woodvines Vater, der ebenfalls in Bait zu sehen war, als der Priester zu sehen. Weiter spielen Morgan Val Baker, Callum Mitchell und Dion Star.

### Dreharbeiten

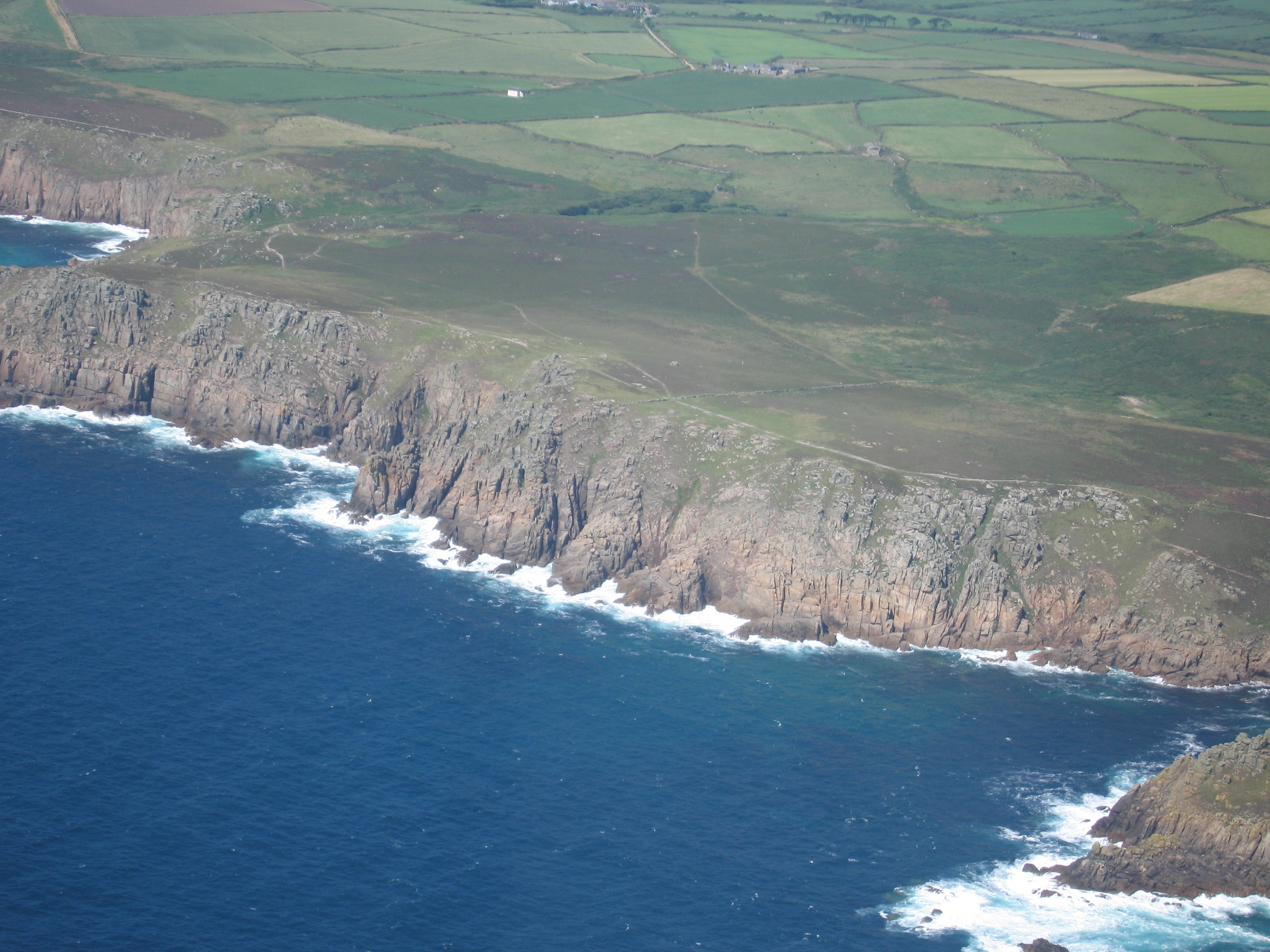
Die Aufnahmen entstanden überwiegend an den Klippen und in den Mooren von West Penwith

Die Dreharbeiten wurden im März 2021 begonnen und erstreckten sich über vier Wochen. Die Aufnahmen entstanden überwiegend an den Klippen und in den Mooren von West Penwith in der englischen Grafschaft Cornwall. Anders als Bait drehte Jenkin Enys Men in Farbe. So sollte er sich wie ein 70er-Jahre-Film anfühlen und die Farben der Flora und Fauna sowie einiger Kostüme, die für die Geschichte von zentraler Bedeutung sind, einfangen, so der Regisseur. Der Film wurde von Jenkin auf 16 mm gedreht und enthält sehr wenig Dialoge, wodurch er fast wie ein Stummfilm wirkt.

### Soundtrack-Album und Veröffentlichung
Das Soundtrack-Album mit insgesamt 13 Musikstücken wurde Anfang Januar 2023 von Invada Records als Download veröffentlicht.
Die weltweiten Rechte am Film sicherte sich Protagonist Pictures. Die Premiere erfolgte am 20. Mai 2022 bei den Internationalen Filmfestspielen von Cannes, wo der Film in der Semaine de la Critique gezeigt wurde. Kurz zuvor sicherte sich Neon die Rechte für Nordamerika. Im Oktober 2022 wurde er beim New York Film Festival und beim London Film Festival gezeigt. Ebenfalls im Oktober 2022 wurde er beim Beyond Fest und beim Sitges Film Festival gezeigt und Ende Oktober 2022 im Rahmen der Viennale vorgestellt. Im Dezember 2022 erfolgten Vorstellungen beim Red Sea International Film Festival. Am 12. Januar 2023 kam der Film in die irischen Kinos und am darauffolgenden Tag in ausgewählte Kinos im Vereinigten Königreich. Ende März, Anfang April 2023 erfolgen Vorstellungen im Rahmen der Reihe New Directors / New Films, einem gemeinsamen Filmfestival des New Yorker Museum of Modern Art und der Film Society of Lincoln Center. Am 31. März 2023 kam der Film in ausgewählte US-Kinos. Anfang Mai 2023 wurde er beim portugiesischen Independentfilmfestival IndieLisboa vorgestellt. Ende Juli 2023 wurde er beim New Horizons International Film Festival gezeigt.

## Rezeption

### Kritiken
Von den bei Rotten Tomatoes verzeichneten Kritiken sind 80 Prozent positiv. Die durchschnittliche Bewertung liegt bei 7/10.

### Auszeichnungen
British Independent Film Awards 2023
- Auszeichnung für den Besten Ton (Mark Jenkin)

IndieLisboa 2023
- Nominierung für den Silvestre Award (Mark Jenkin)[16]

London Film Festival 2022
- Nominierung im Offiziellen Wettbewerb[11]

New Horizons International Film Festival 2022
- Nominierung im New Horizons International Competition[19]

Red Sea International Film Festival 2022
- Nominierung im Wettbewerb[14]

Sitges Film Festival 2022
- Nominierung im Oficial Fantàstic Competition[20]